# Província de Moulay Yaâcoub
La província de Moulay Yaâcoub (àrab: إقليم مولاي يعقوب, iqlīm Mūlāy Yaʿqūb; amazic estàndard marroquí: ⵜⴰⵎⵏⴱⴰⴹⵜ ⵏ ⵎⵓⵍⴰⵢ ⵢⴰⵄⵇⵓⴱ, tamnbaḍt n Mulay Yaℇqub) és una de les províncies del Marroc, fins 2015 part de la regió de Fès-Boulemane i actualment de la de Fes-Meknès. Té una superfície de 1.480 km² i 174.179 habitants censats en 2014. La capital és Moulay Yaâcoub.

## Demografia
| 127.576                                       | 150.422 | 174.179 |
| 1994, 2004 : cens oficial ; 2007 : estimació. |         |         |

## Divisió administrativa
La província de Moulay Yaâcoub consta d'1 municipi i 10 comunes:
| Nom            | Codi geogràfic | Tipus        | Habitatges | Població | Estrangers | Locals | Notes |
| -------------- | -------------- | ------------ | ---------- | -------- | ---------- | ------ | ----- |
| Moulay Yaâcoub | 591.01.01.     | Municipi     | 736        | 3153     | 5          | 3148   |       |
| Ain Chkef      | 591.03.01.     | Comuna rural | 6093       | 36368    | 5          | 36363  |       |
| Mikkes         | 591.03.03.     | Comuna rural | 979        | 6773     | 0          | 6773   |       |
| Sebaa Rouadi   | 591.03.05.     | Comuna rural | 3103       | 20695    | 0          | 20695  |       |
| Sebt Loudaya   | 591.03.07.     | Comuna rural | 1689       | 12232    | 0          | 12232  |       |
| Ain Bou Ali    | 591.05.01.     | Comuna rural | 1881       | 12269    | 0          | 12269  |       |
| Ain Kansra     | 591.05.02.     | Comuna rural | 1850       | 11534    | 1          | 11533  |       |
| Laajajra       | 591.05.03.     | Comuna rural | 1901       | 13931    | 0          | 13931  |       |
| Louadaine      | 591.05.05.     | Comuna rural | 1775       | 11283    | 0          | 11283  |       |
| Oulad Mimoun   | 591.05.07.     | Comuna rural | 1486       | 9393     | 0          | 9393   |       |
| Sidi Daoud     | 591.05.09.     | Comuna rural | 1822       | 12791    | 0          | 12791  |       |